# Театральные афиши и антракт
«Театральные афиши и антракт» — газета, выходившая в Москве в 1864—1865 годах.

## История
Газета выходила ежедневно.
В 1865 году «Театральные афиши» и «Антракт» имели отдельную нумерацию.
Газета заполнялась театральными афишами, объявлениями дирекций московских театров, сведениями о зрелищах и увеселениях. Здесь обычно помещались сообщения о новостях московской, петербургской, провинциальной и зарубежной театральной жизни, рассказы и анекдоты из жизни известных актеров, развлекательные материалы. Иногда печатались и более серьезные статьи. Отмечая бедность современного театрального репертуара, газета призывала к более широкому привлечению на сцену русской и зарубежной классики, выступала против засилья бездарных иностранных артистов.
С 1866 года издавалась под названием «Антракт».